# باتريك جوزيف سوليفان
باتريك جوزيف سوليفان (بالإنجليزية: Patrick Joseph Sullivan)‏ هو سياسي أمريكي، ولد في 17 مارس 1865 في مقاطعة كورك في جمهورية أيرلندا، وتوفي في 8 أبريل 1935 في سانتا باربارا في الولايات المتحدة. حزبياً، نشط في الحزب الجمهوري. وقد انتخب عضو مجلس نواب وايومنغ وانتخب عضو مجلس الشيوخ الأمريكي.